# Währing
Währing ([ˈvɛːʀɪŋ]ⓘ) is het 18de district van Wenen. Het ligt in het noordwesten van Wenen aan de rand van het Wienerwald. Het district werd in 1892 samengesteld uit de voormalige Weense voorsteden Währing, Weinhaus, Gersthof, Pötzleinsdorf, Neustift am Walde en Salmannsdorf. In 1938 werden Neustift am Walde en Salmannsdorf overgeheveld naar het district Döbling.